# Abasgadži Magomedov
Abasgadži Muchtarovič Magomedov (in russo Абасгаджи Мухтарович Магомедов?; Tissi, 15 marzo 1998) è un lottatore russo, specializzato nella lotta libera. È stato campione iridato e continentale nel 2021.

## Biografia
Agli europei di Varsavia 2021, dove ha sconfitto in finale l'ucraino Andrij Dželep nel torneo dei 61 chilogrammi. 
È divenuto campione iridato ai mondiali di Oslo 2021, superando lo statunitense Daton Fix nell'incontro decisivo per il gradino più alto del podio. Nell'occasione ha gareggiato per la Russian Wrestling Federation a causa della squalifica per doping di Stato della Russia.

## Palmarès
| Anno                                                | Manifestazione   | Sede     | Evento | Risultato | Note |
| --------------------------------------------------- | ---------------- | -------- | ------ | --------- | ---- |
| In rappresentanza della Russia                      |                  |          |        |           |      |
| 2015                                                | Mondiali cadetti | Sarajevo | 54 kg  | Argento   |      |
| 2016                                                | Europei junior   | Bucarest | 55 kg  | Oro       |      |
| 2018                                                | Mondiali junior  | Trnava   | 61 kg  | Oro       |      |
| 2019                                                | Europei U23      | Novi Sad | 61 kg  | Oro       |      |
| 2021                                                | Europei          | Varsavia | 61 kg  | Oro       |      |
| In rappresentanza della Federazione russa di lotta  |                  |          |        |           |      |
| 2021                                                | Mondiali         | Oslo     | 61 kg  | Oro       |      |
| In rappresentanza degli Atleti Individuali Neutrali |                  |          |        |           |      |
| 2023                                                | Mondiali         | Belgrado | 61 kg  | Argento   |      |

## Altre competizioni internazionali
2020
- Oro nei 61 kg nella Coppa del mondo individuale ( Belgrado)